# Cruz Negra Anarquista

O símbolo tradicional da Cruz Negra Anarquista.

Cruz Negra Anarquista (em língua inglesa, Anarchist Black Cross — ABC) é uma organização anarquista de apoio. O grupo é notável por seus esforços no fornecimento de literatura política a prisioneiros, mas também organiza apoio material e legal para prisioneiros, em todo o mundo, por luta de classes. É comumente contrastada com a Anistia Internacional, que se preocupa principalmente de prisioneiros de consciencia e recusa-se a defender os acusados de incentivar a violência.
O ABC apoia abertamente aqueles que tenham cometido atividades ilegais na prossecução dos objetivos revolucionários que os anarquistas aceitam como legítimos.

## História

### Rússia czarista
A Cruz Negra Anarquista começou como Cruz Vermelha Anarquista, uma organização separatista da Cruz Vermelha Politica, organizada para ajudar os presos políticos na Rússia czarista. De acordo com  Rudolph Rocker, um dos primeiros tesoureiros da Cruz Vermelha Anarquista em Londres, a organização foi fundada na Rússia durante o "período entre 1900 e 1905."  O grupo entrou em destaque depois da Revolução de 1905, com o aumento de anarquistas presos na Rússia.
Devido à recusa de outros grupos de ajuda humanitária, como a Cruz Vermelha, de apoiar presos políticos anarquistas, os anarquistas na Rússia e aqueles no exílio no exterior criaram a Cruz Vermelha Anarquista para apoiar seus companheiros detidos em prisões russas. Cada ramo da organização era conhecida pela região em que operavam (Letónia, Riga, Odessa, etc). Dentro de alguns anos, a organização se espalhou para além das fronteiras da Rússia principalmente para os Estados Unidos e Inglaterra.
Em 1905, o grupo mudou seu nome, removendo "Cruz Vermelha" do título. Nesta época, o grupo usou vários nomes, incluindo: Fundo de Auxílio Chicago, Sociedade de Ajuda aos Presos Anarquistas na Rússia, o Comité Misto de Ajuda Revolucionários aos Presos na Rússia.
No entanto, de acordo com Harry Weinstein, um dos dois homens que começaram a organização, as atividades do grupo começaram depois de sua prisão em 1906. Uma vez liberado, Weinstein e outros, providenciavam roupas a anarquistas condenados ao exílio na Sibéria. Weinstein alegou que o grupo rompeu a partir da original Cruz Vermelha Política, no final de 1906, devido Weinstein e outros anarquistas não receberem nenhum apoio, apesar de amplas doações da comunidade anarquista. Weinstein continuou seus esforços na Rússia até sua ida a Nova Iorque, em maio de 1907. Uma vez lá, ajudou a criar a Cruz Vermelha Anarquista Nova Iorquina.

### Ucrânia e bolchevismo
Em 1918, Nestor Makhno organizou novos grupos da Cruz Negra Anarquista como um complemento para seu anarquista  Exército Insurgente da Ucrânia ou Exército Negro nos territórios que eles controlavam na Ucrânia.
Foi nessa época que os esforços da organização foram deslocados de apoio aos prisioneiros para socorros médicos de emergência e auto-defesa. Com o início dos ataques de cossacos, guardas brancos,  e mais tarde, o Exército Vermelho, a Cruz Negra Ucraniano assumiu um papel secundário único a preparar as defesas da cidade e organizar o primeiro exército urbana na história da Ucrânia. Como uma milícia da cidade, a anarquista Cruz Negra Anarquista trabalhou ao lado de unidades anarquista do Exército Negro, mas nunca foi uma força móvel, baseando-se principalmente nos arredores da cidade. Seus membros não usavam uniformes formais, mas eram identificados através do uso de braçadeiras distintas.
Por um tempo, a Cruz Negra Anarquista foi tolerada em Moscou e Petrogrado pelo  governo bolchevique. A Cheka (a polícia secreta de Lenin) tinha informantes infiltrados na Cruz Negra, que regularmente faziam relatórios sobre atividades e líderes da organização. Mas fora de Moscou, Petrogrado, e as áreas da Ucrânia controlado pelo Exército Negro houve repressão completa; panfletos anarquistas e livros foram regularmente apreendidos, e até mesmo os anarquistas humanitários da Cruz Negra estavam sujeitos a prisão e detenção.
Em setembro de 1919, um ataque com granadas em uma reunião do Comitê do Partido Bolchevique de Moscou foi usado como pretexto para prisões em massa de anarquistas em toda a Rússia bolchevique por forças do Exército Vermelho e da Cheka. Militantes anarquistas foram presos, até mesmo o Exército Negro e, Nestor Makhno, foram caçados por ordem de Leon Trotsky e Lenin, determinados a limpar a Rússia de todos os anarquistas com "uma vassoura de ferro". Logo ficou claro que algum tipo de organização de ajuda aos prisioneiros anarquistas teria de ser criada mais uma vez para ajudar estes nas prisões bolcheviques. Em Moscou, Kharkov, Odessa, e muitas cidades menores uma nova Cruz Negra Anarquista e organizações similares foram formadas, dedicadas principalmente ao fornecimento de alimentos para os anarquistas e outros dissidentes esquerdistas. O trabalho era difícil, principalmente devido esta  ajuda ser muitas vezes confiscada pelos guardas vermelhos bolcheviques.
Durante o ano de 1921 diversos anarquistas proeminentes na Ucrânia foram presos e executados sem julgamento. O medo criado pelo partido bolchevique fez com que muitos sobreviventes anarquistas deixassem o país para escapar do controle soviético.
Em 1922, até mesmo os trabalhadores humanitários anarquistas em Moscou e Petrogrado, como Senya Fleshin e Olga Taratuta foram presas em razão de "ajudar criminosos" em violação do código de segurança do Estado soviético.

### Pós-guerra
Durante os anos 1960, a Cruz Negra Anarquista foi reformada na Grã-Bretanha, com foco na prestação de ajuda aos presos anarquistas na Espanha sob o regime de Francisco Franco.
A organização continuou a crescer, espalhando-se por toda a Europa e América do Norte. Em 1995, nos EUA foi criada a Anarchist Black Cross Federation (FABC). Por volta de 2001, uma nova organização, a Anarchist Black Cross Network, apresentou-se como uma alternativa para a (FABC). Desde então, os dois grupos têm tentado desenvolver uma relação de trabalho.